# Robert Woodrow Wilson
Robert Woodrow Wilson (n. 10 ianuarie 1936, Houston, Texas, SUA) este un fizician american, laureat al Premiului Nobel pentru Fizică, în 1978, împreună cu Arno Allan Penzias „pentru descoperirea lor a radiației cosmice de fond de microunde”. Cei doi au împărțit jumătate din premiu, cealaltă jumătate fiind acordată fizicianului rus Piotr Kapița „pentru invențiile și descoperirile sale fundamentale în domeniul fizicii temperaturilor joase”.